# Leonhardskrypta in der Wawel-Kathedrale
Die  St.-Leonhards-Krypta (polnisch Krypta św. Leonarda) unter der Wawel-Kathedrale in Krakau ist eine romanische Krypta, die um 1038/1039 unter Kasimir I. Karl, Herzog von Polen von 1034 bis 1058 errichtet wurde, als dieser Krakau zu seiner Residenz und damit zu Hauptstadt Polens machte. Sie ist der am besten erhaltene romanische Innenraum in Polen und dient als Grablege für polnische Herrscher und Nationalhelden.

## Geschichte
Die St.-Leonhards-Krypta ist der älteste erhaltene Teil der früheren romanischen Kathedrale, die erst etwa 100 Jahre später fertiggestellt und im Jahre 1142 geweiht wurde. Sie wurde als „Hermanovska“ bezeichnet, was darauf hindeutet, dass sie im Auftrag von Władysław I. Herman, Herzog von Polen von 1079 bis 1102, errichtet wurde. Hinweise auf das Aussehen der Kathedrale sind einem Siegel des Domkapitels aus dem 13. Jahrhundert zu entnehmen, wo die Kirche dargestellt wurde. Baureste aus dieser Zeit sind bis heute erhalten, so auch im unteren Teil des Silberglockenturms.
Die rechteckige Krypta, deren Gewölbe von acht Steinsäulen getragen wird, ist dem Heiligen Leonhard von Limoges, († 559/620) geweiht und wurde früh als Grablege verwendet. Die erste überlieferte Beisetzung erfolgte im Jahre 1118, also noch vor Fertigstellung des Kirchenbaus, als Bischof Maurus (1110–1118) (französischer Herkunft) in der Krypta beerdigt wurde, wobei bei Grabungen im Jahre 1938 wertvolle Beigaben, u. a. eine Patene und ein Messkelch aus dem Grab geborgen wurden. An ihn erinnert heute eine in den Boden eingelassene Inschrift.

## Grabstätten
Derzeit befinden sich in der St.-Leonhards-Krypta die Grabstätten aus einer viel späteren Epoche.
- Michał Korybut Wiśniowiecki (* 31. Mai 1640; † 10. November 1673), gewählter König von Polen und Großfürst von Litauen (1669 bis 1673)
- Johann III. Sobieski (* 17. August 1629; † 17. Juni 1696), gewählter König von Polen und Großfürst von Litauen (1674–1696), 1683 als Oberbefehlshaber der Katholischen Liga Retter der österreichischen Haupt- und Residenzstadt Wien während der Zweiten Wiener Türkenbelagerung.
- Marie Casimire Louise de la Grange d’Arquien (* 28. Juni 1641; † 30. Januar 1716), als Gemahlin von König Johann III. Sobieski Königin von Polen und Großfürstin von Litauen (1674–1696)
- Józef Antoni Poniatowski (* 7. Mai 1763 in Wien; † 19. Oktober 1813) – ein Neffe von Stanislaus II. August Poniatowski König von Polen und Großfürst von Litauen (1764–1795) – der ein österreichischer Offizier, polnischer Staatsmann, General, Reichsfürst und Marschall von Frankreich war.
- Tadeusz Kościuszko (* 4. Februar 1746; † 15. Oktober 1817), war ein polnischer Adeliger, Nationalheld, General und im Jahr 1794 Anführer des nach ihm benannten Aufstandes gegen die Teilungsmächte Russland und Preußen. Im Amerikanischen Unabhängigkeitskrieg kämpfte er in den Jahren 1777 bis 1783 als General an der Seite von George Washington.
- Władysław Sikorski (* 20. Mai 1881; † 4. Juli 1943) war ein polnischer Offizier, Oberbefehlshaber, Staatsmann, Politiker und in den Jahren 1922 bis 1923 polnischer Ministerpräsident sowie 1939 bis 1943 Ministerpräsident der Polnischen Exilregierung.

Die Kapelle erinnert auch an Papst Johannes Paul II. (Karol Józef Wojtyła), der in der Krypta am Altar des Heiligen Leonhard nach seiner Priesterweihe am 2. November 1946 seine erste Messe zelebrierte.

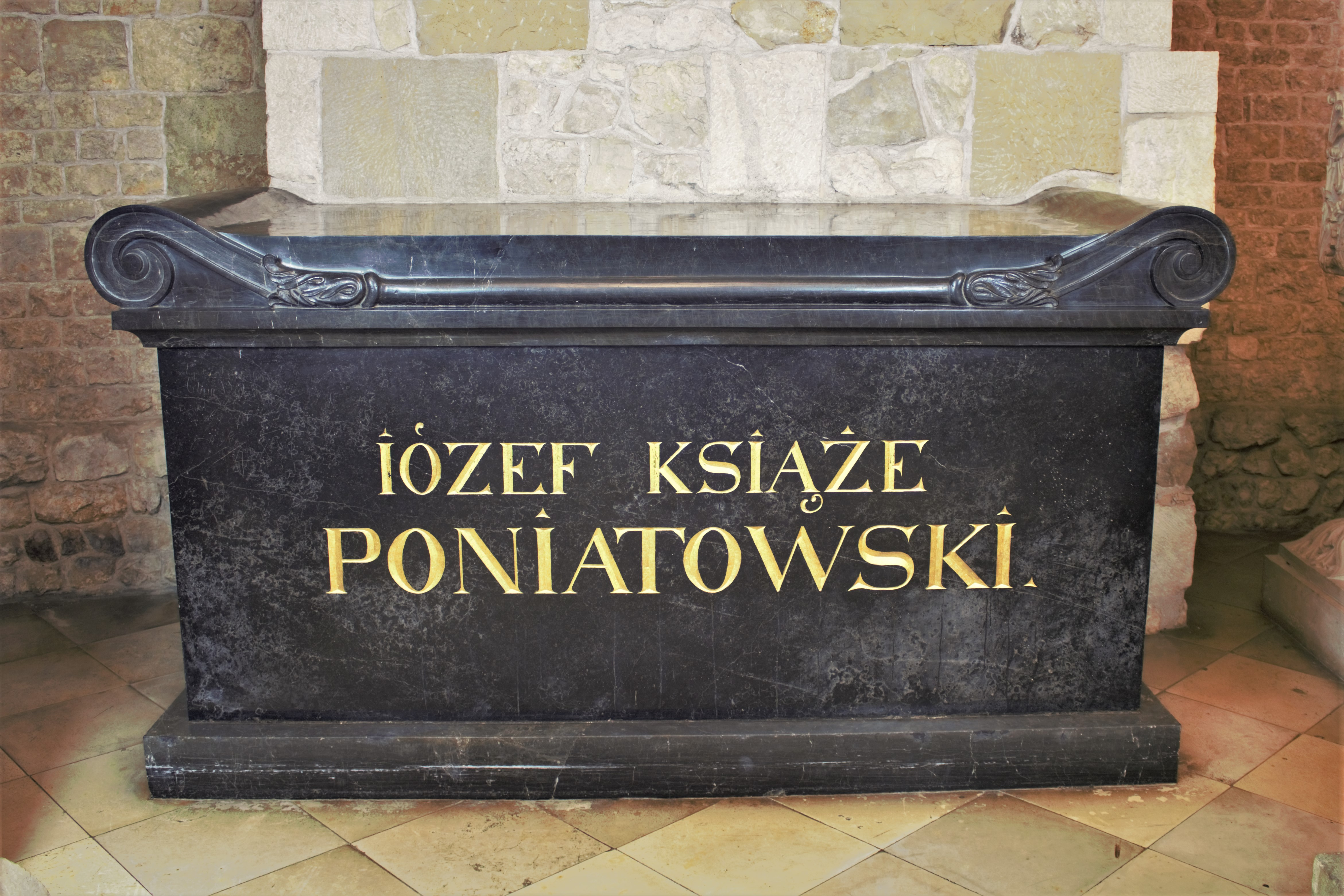
Sarkophag von Józef Poniatowski
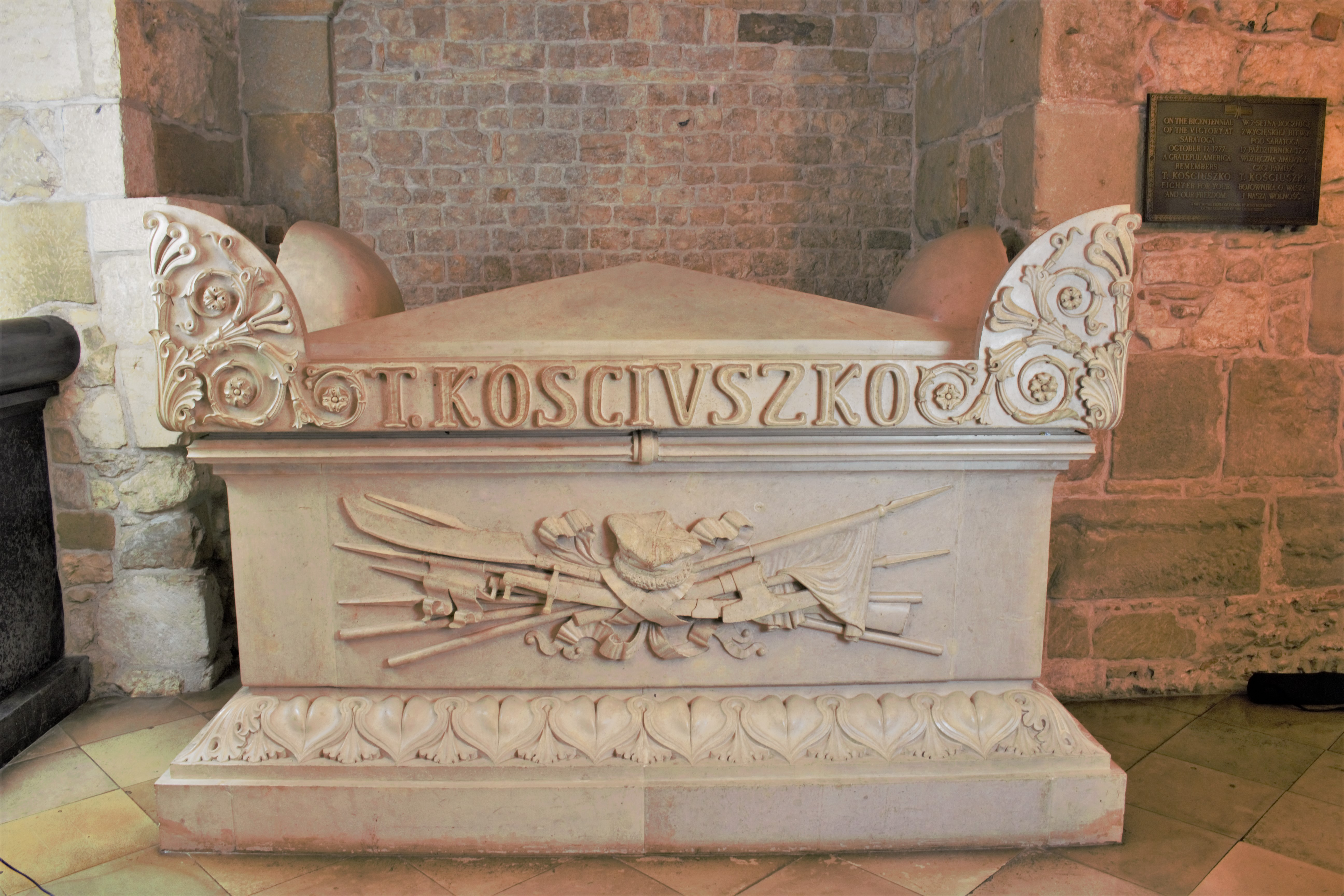
Sarkophag von Tadeusz Kościuszko
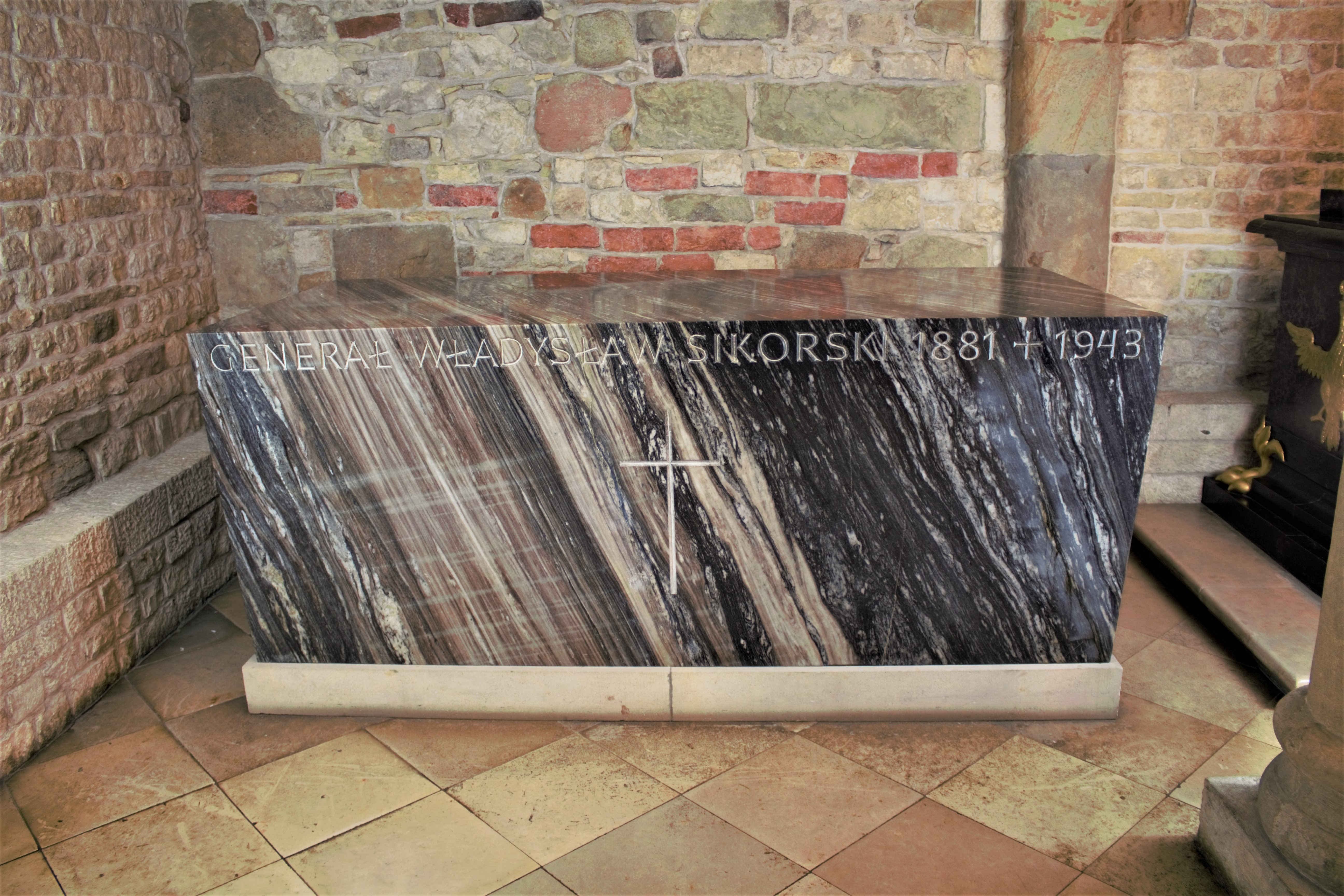
Sarkophag von Władysław Sikorski
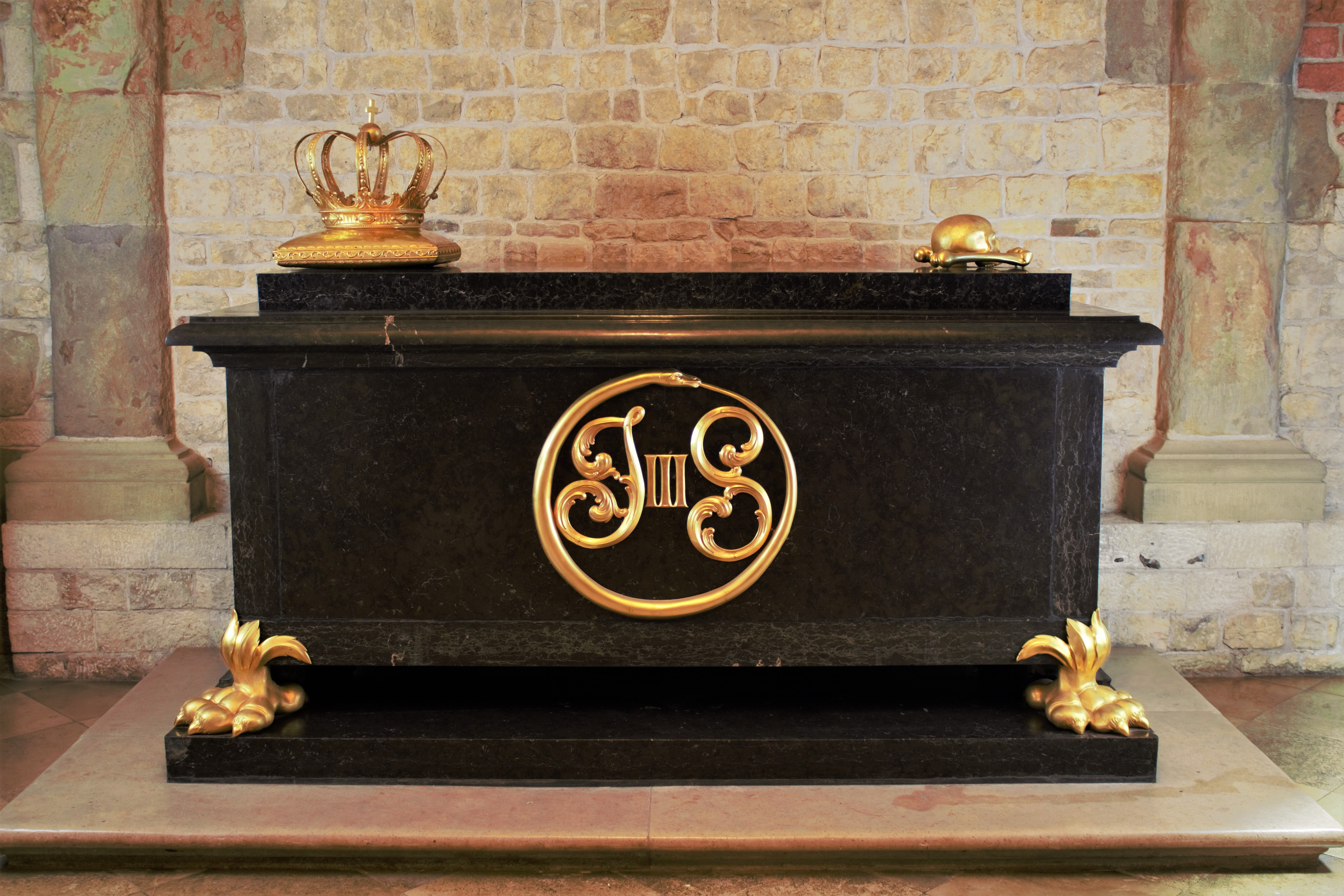
Sarkophag von Jan III Sobieski
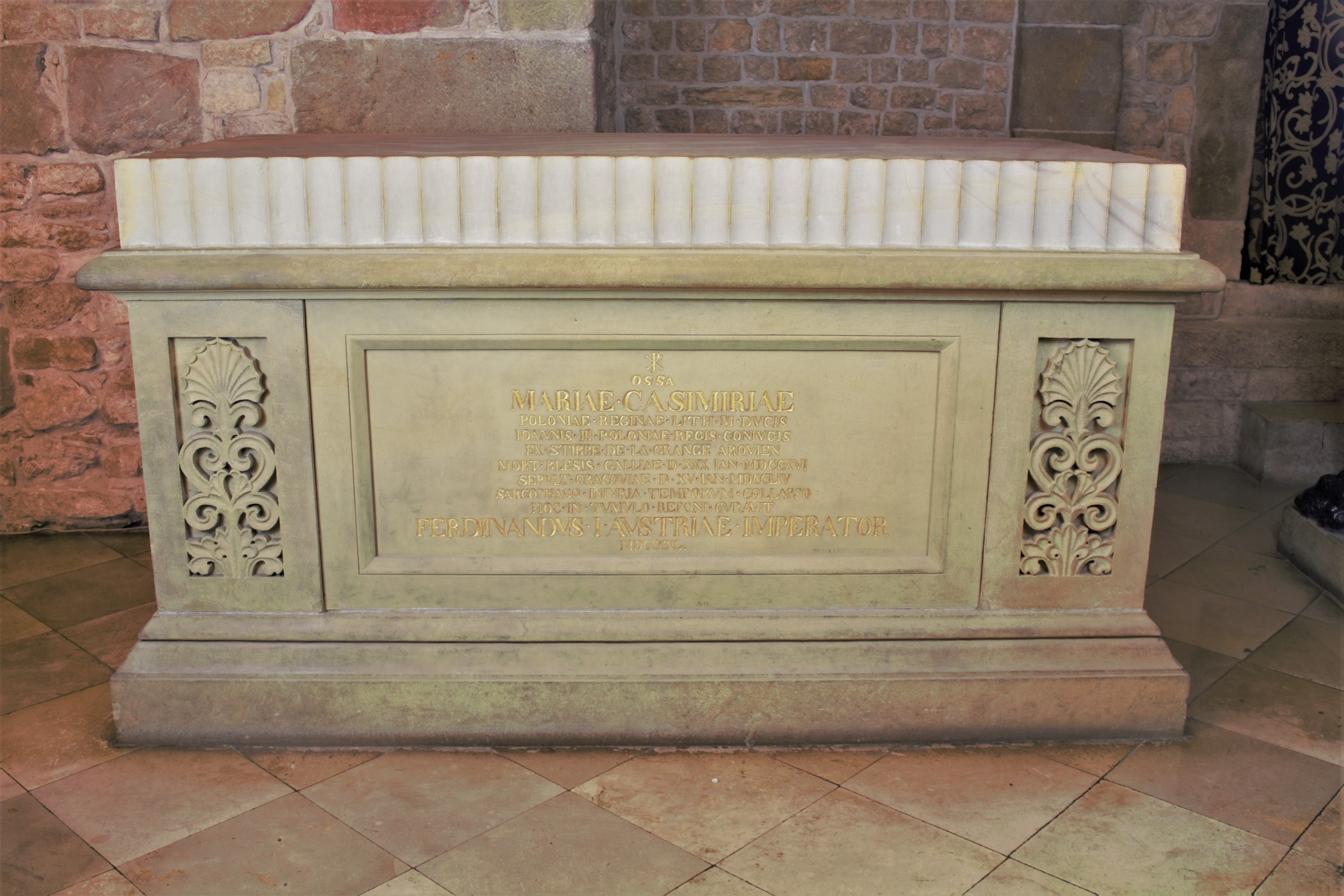
Sarkophag von Maria Kazimiera
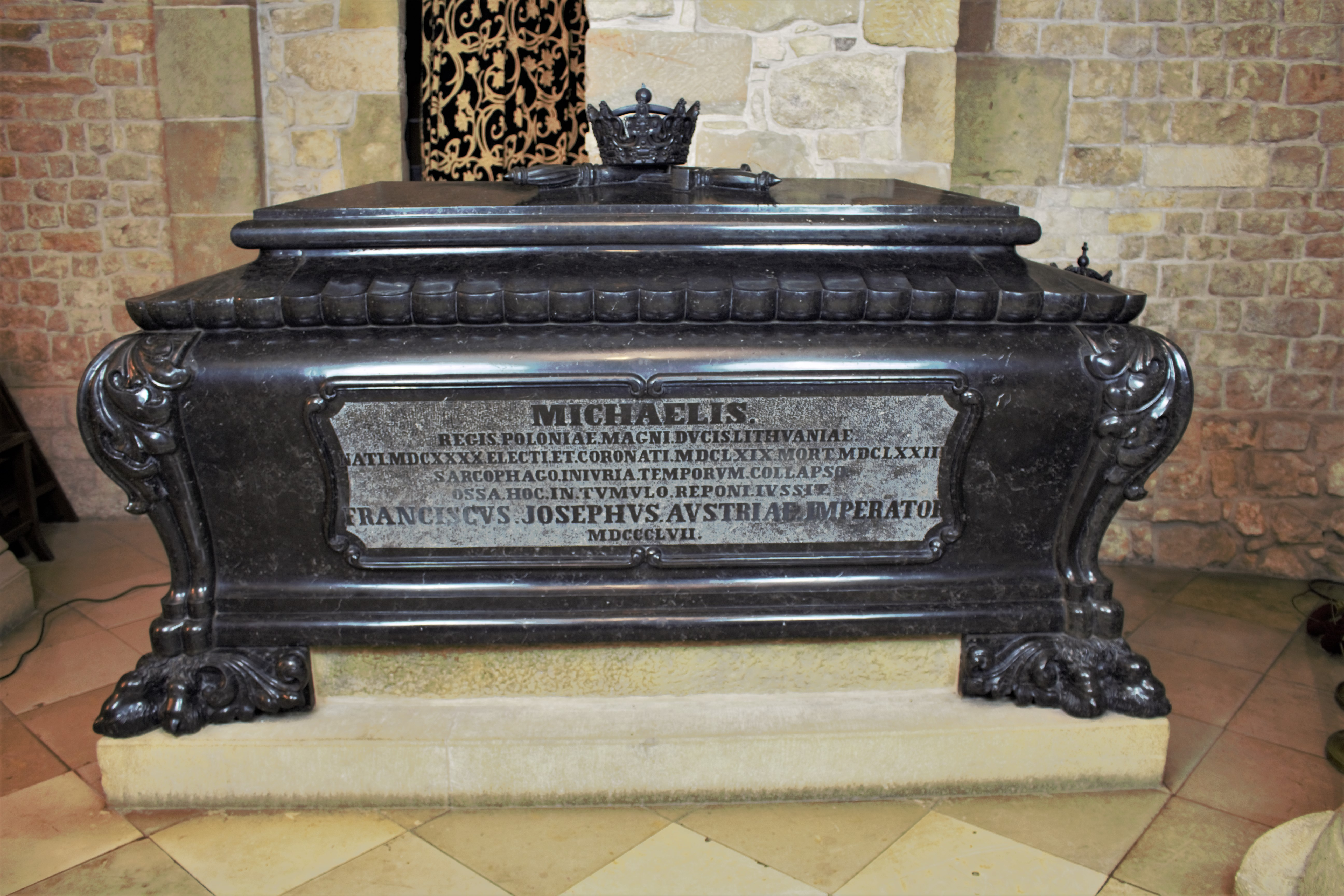
Sarkophag von Michał Korybut Wiśniowiecki